# Tam quốc diễn nghĩa
Tam quốc diễn nghĩa (giản thể: 三国演义; phồn thể: 三國演義, Pinyin: sān guó yǎn yì), nguyên tên là Tam quốc chí thông tục diễn nghĩa, là một cuốn tiểu thuyết dã sử về lịch sử Trung Quốc được nhà văn La Quán Trung viết vào thế kỷ 14. Tiểu thuyết có nội dung kể về một thời kỳ hỗn loạn trong lịch sử Trung Hoa là giai đoạn cuối thời Đông Hán và sau đó là Tam Quốc (184–280). Tam quốc diễn nghĩa có tổng cộng 120 chương hồi, được kể theo phương pháp bảy phần thực, ba phần hư (七分實事, 三分虛構 - 7 phần thực tế, 3 phần hư cấu). Tiểu thuyết này được xem là một tác phẩm văn học kinh điển, và là một trong Tứ đại danh tác của văn học Trung Quốc.

## Nguồn gốc

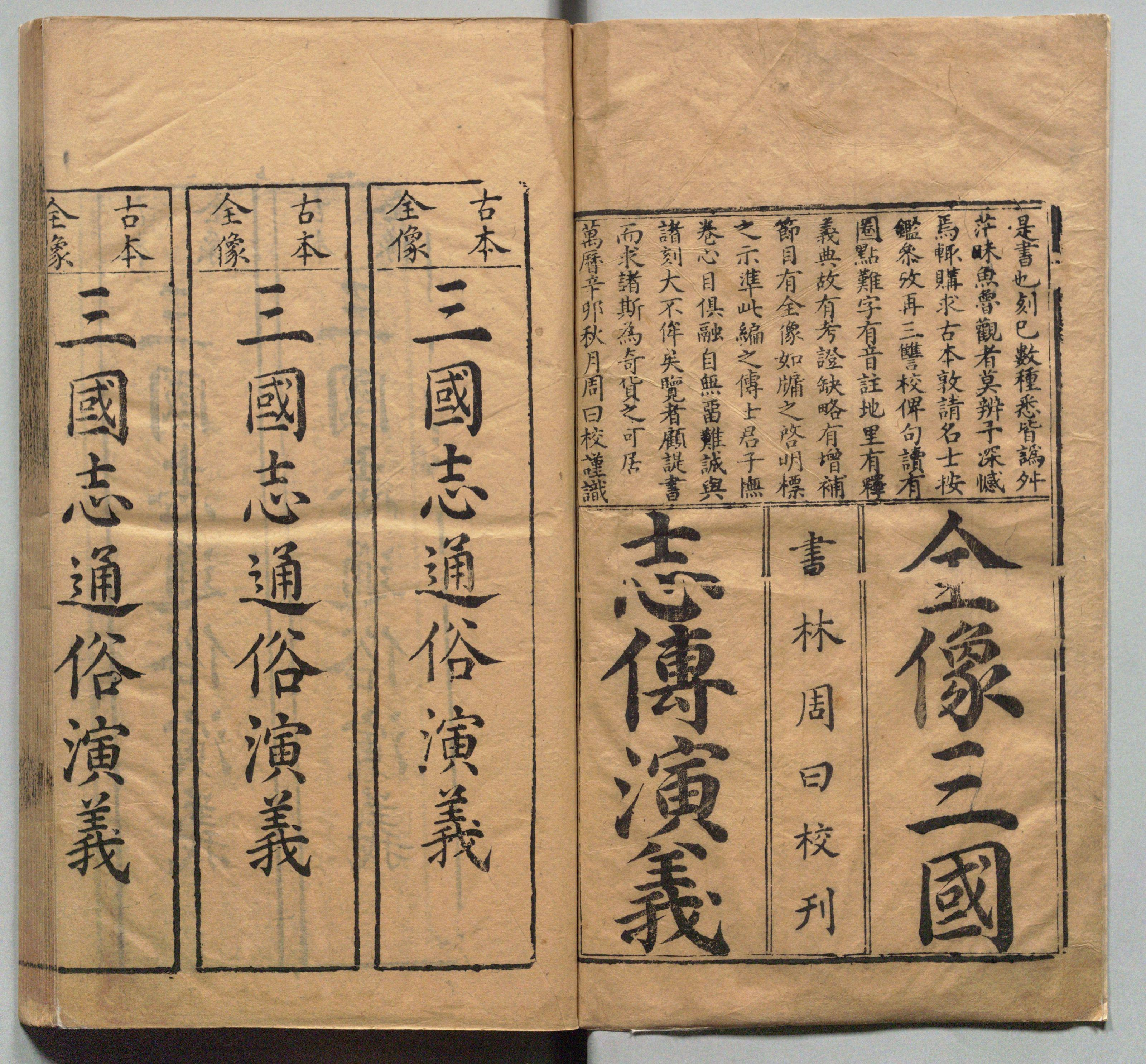
Trang bìa của một bản Tam quốc diễn nghĩa được in vào năm 1591.

### Nhà Đông Hán suy yếu

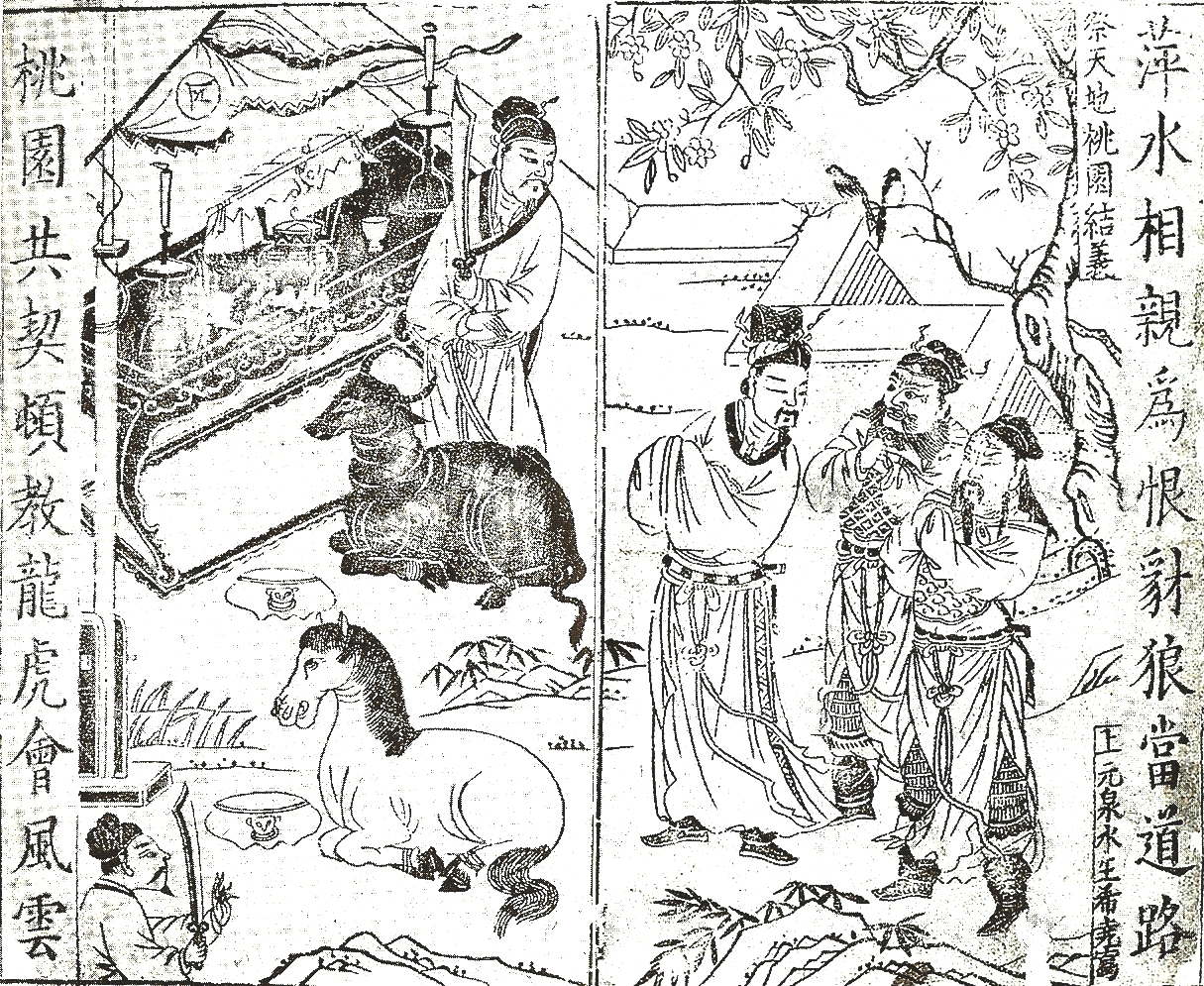
Một hình minh họa cảnh Kết nghĩa vườn đào của bản Tam quốc diễn nghĩa được in vào thời nhà Minh năm 1591, thuộc bộ sưu tập của Đại học Bắc Kinh.

### Cái chết của Đổng Trác và sự nổi dậy của Lý Thôi-Quách Dĩ

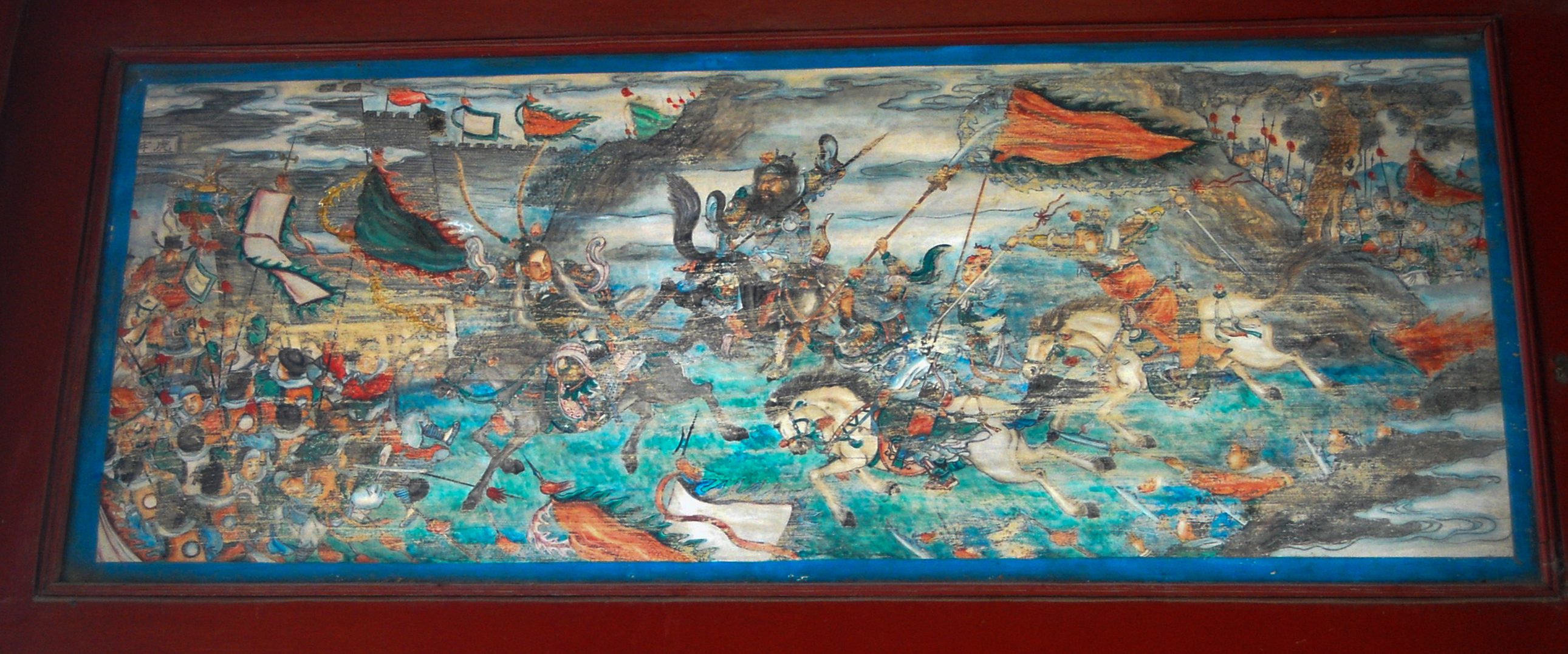
Hình ảnh Tam anh chiến Lã Bố được khắc họa trên một bức tranh hành lang dài ở Di hòa viên, mô tả cảnh một mình Lã Bố chiến đấu với ba anh em Lưu Bị.

### Liên minh chư hầu tan rã

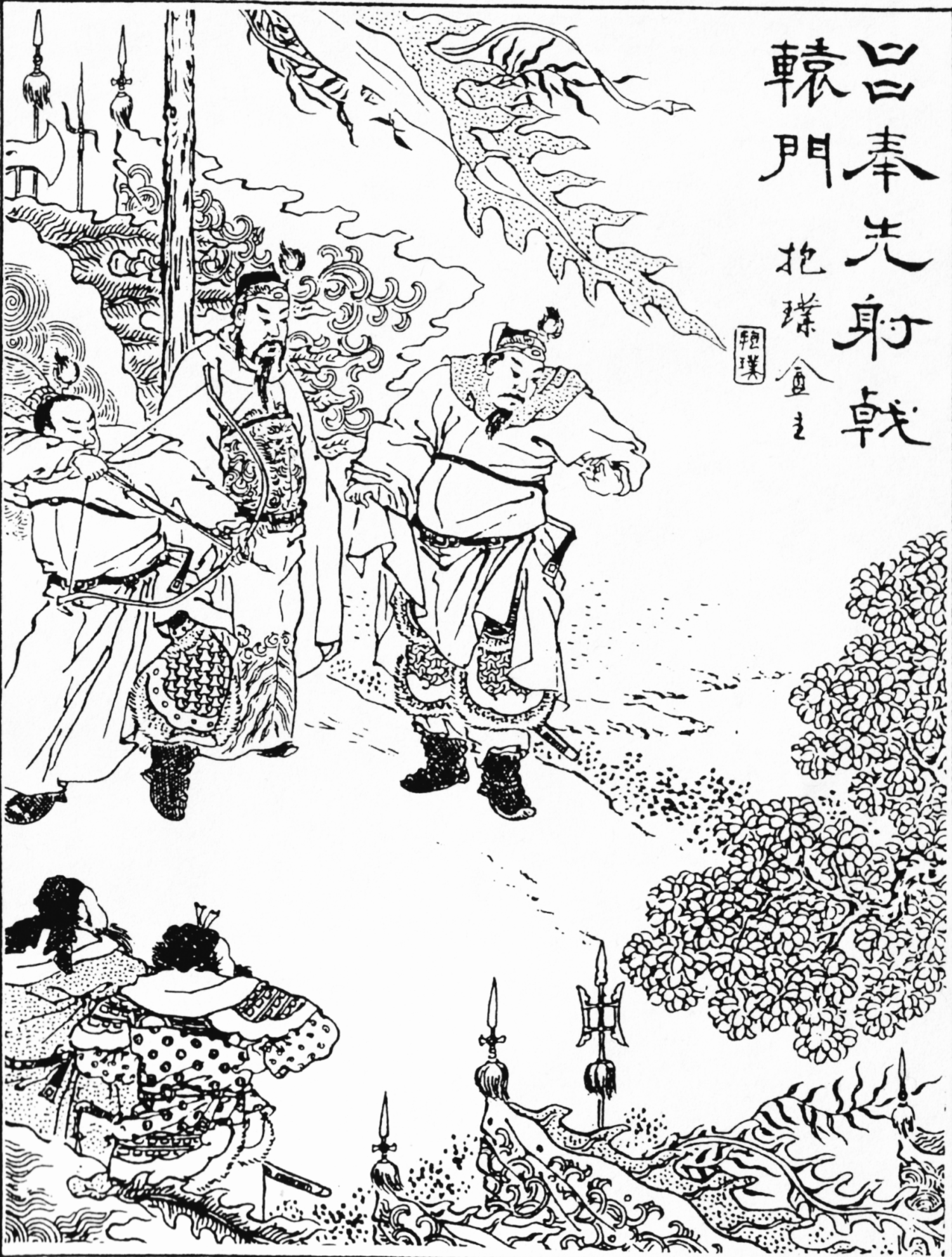
Lã Bố biểu diễn bắn kích viên môn cứu Lưu Bị, ảnh minh họa đời nhà Thanh.

### Tào Tháo nắm thiên tử

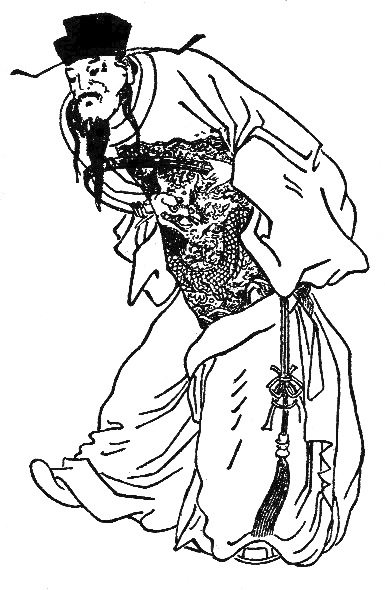
Minh họa Tào Tháo, nhân vật phản diện chính trong Tam quốc diễn nghĩa, ảnh minh họa vào thời nhà Thanh.

### Lưu Bị kháng Tào

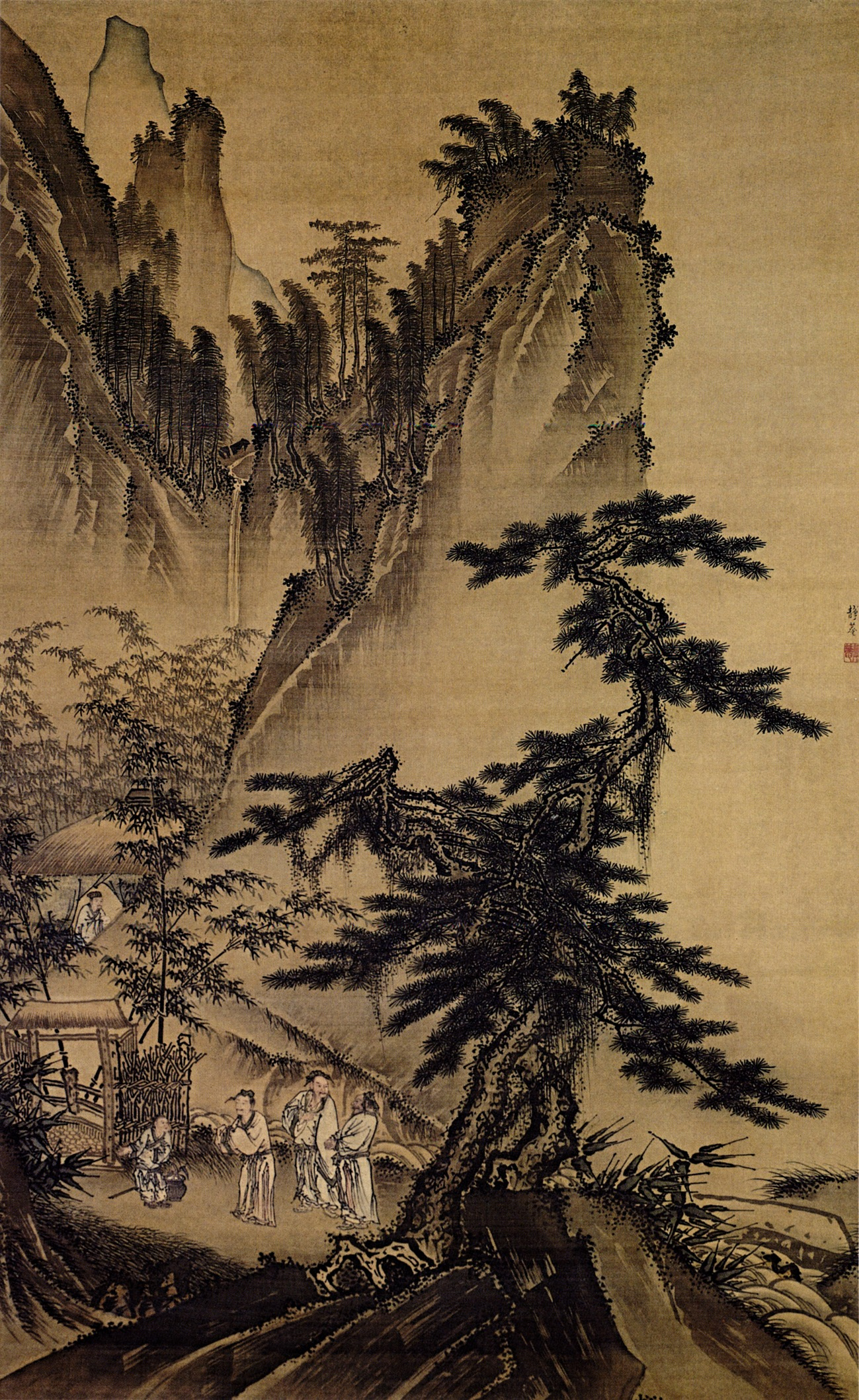
Lưu Bị chiêu mộ Gia Cát Lượng, trong Ba lần đến thăm túp lều tranh, tác phẩm được vẽ vào thời nhà Minh.

### Trận Xích Bích

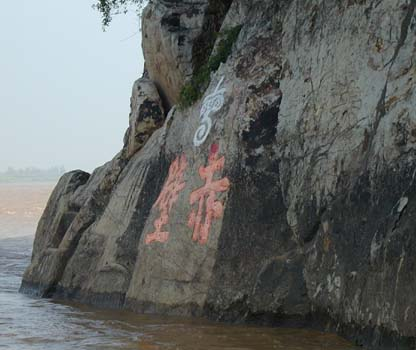
Khu vực đánh dấu được cho là nơi đã diễn ra trận Xích Bích.

#### Cái chết của Quan Vũ

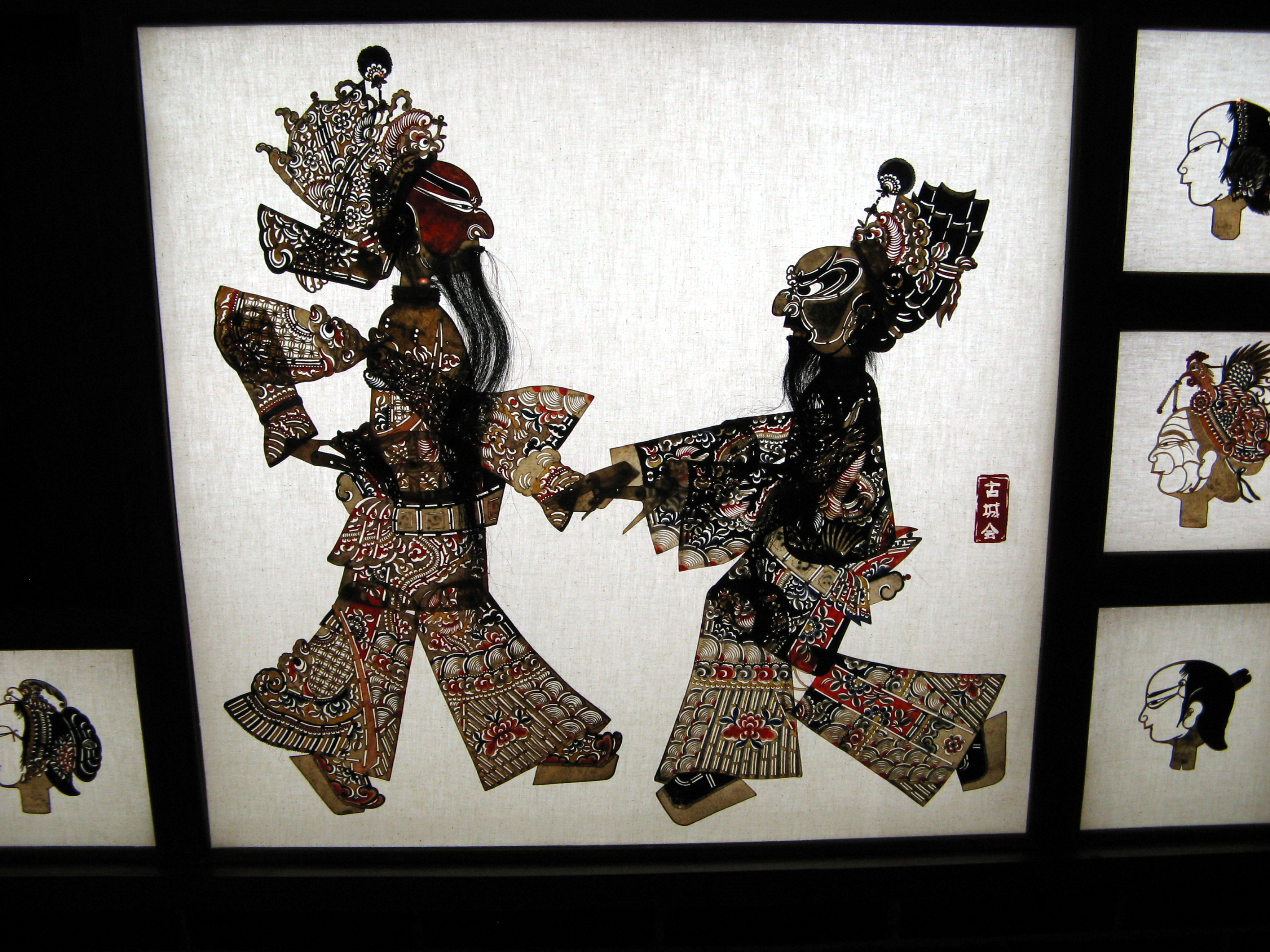
Hai con rối bóng mô tả Quan Vũ và Trương Phi, tại bảo tàng tỉnh Tứ Xuyên ở Thành Đô.

### Ba nước cùng xưng đế

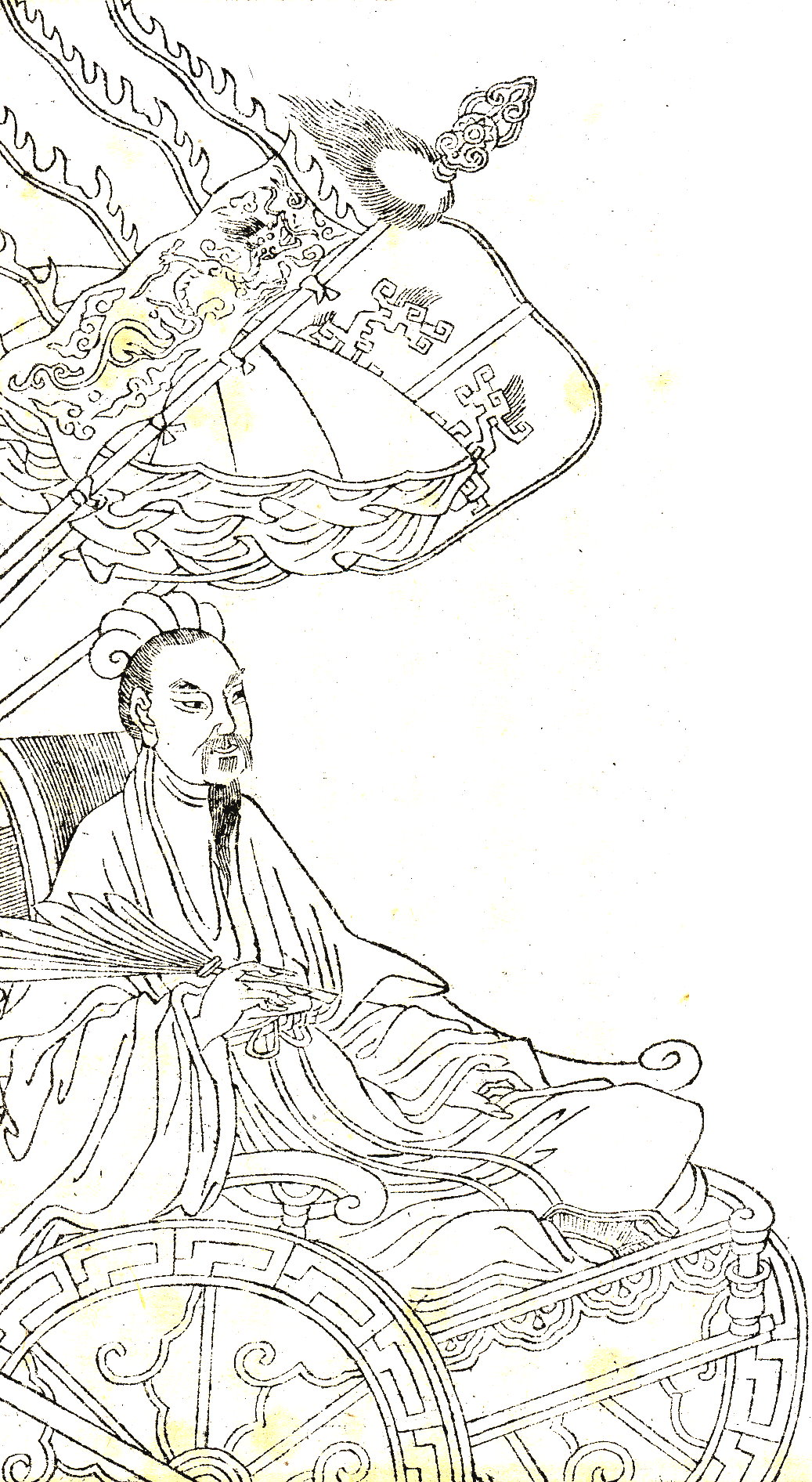
Một bức tranh vẽ Gia Cát Lượng, một nhân vật nổi bật trong Tam quốc diễn nghĩa.